# Tonalité relative
Dans le système tonal, chaque tonalité est caractérisée par une armure (ensemble des altérations figurant à la clé). Deux tonalités (l'une majeure, l'autre mineure) sont dites relatives lorsqu'elles partagent la même armure : de ce fait, elles entretiennent un rapport de proximité, leurs gammes respectives comportant un grand nombre de notes communes (voir tons voisins et distance relative entre deux tonalités).
Le relatif mineur d'une tonalité majeure a pour tonique le 6e degré de cette tonalité majeure ; inversement, le relatif majeur d'une tonalité mineure a pour tonique le 3e degré de cette tonalité mineure. Par exemple, do majeur et la mineur (dont les armures respectives sont vierges) sont relatives l'une de l'autre ; de même, ré majeur et si mineur (dont les armures comportent, toutes deux, deux dièses), ou mi bémol majeur et do mineur (trois bémols à la clé)…
Les liens entre tonalités majeures et tonalités mineures relatives sont données dans le tableau suivant :
Remarquons que six tonalités sont, par paires, dites enharmoniques ; elles sont de même hauteur, mais de noms différents :
1. Mi bémol mineur (relative de sol bémol majeur) et ré dièse mineur (relative de fa dièse majeur) ;
2. La bémol mineur (relative de do bémol majeur) et sol dièse mineur (relative de si majeur) ;
3. Si bémol mineur (relative de ré bémol majeur) et la dièse mineur (relative de do dièse majeur).